# Nicator
Nicator é um género de ave passeriformes da família Nicatoridae.

## Espécies
Este género contém as seguintes espécies:
- Nicator chloris
- Nicator gularis
- Nicator vireo